# Delphacodes obscurinervis
Delphacodes obscurinervis är en insektsart som först beskrevs av Carl Ludwig Kirschbaum 1868.  Delphacodes obscurinervis ingår i släktet Delphacodes och familjen sporrstritar. Inga underarter finns listade i Catalogue of Life.